# Schloss Pfaffendorf
Das Schloss Pfaffendorf ist ein schlichter, dreiflügeliger Barockbau im Ortskern des Maroldsweisacher Gemeindeteiles Pfaffendorf im Landkreis Haßberge in Unterfranken. Der ehemalige Adelssitz beherbergt seit 1954 ein Internat der Salesianer Don Boscos.

## Geschichte

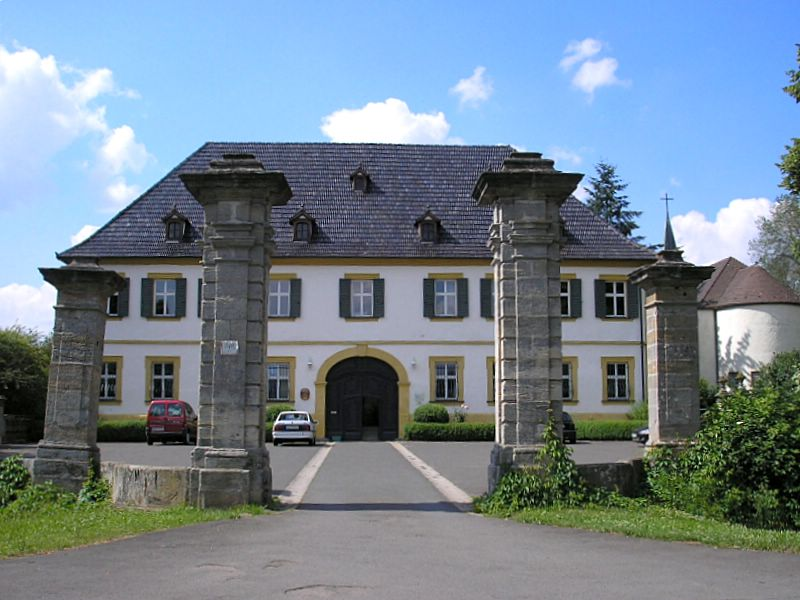
Gesamtansicht von Süden, rechts die moderne Kapelle

Logo der Salesianer Don Boscos

Der wirtschaftliche Niedergang der Familie von Stein zu Altenstein zwang das Geschlecht am Anfang des 18. Jahrhunderts zur Aufgabe seiner nahen Stammburg Altenstein. Als neuen Wohnsitz ließen sich die von Stein ab 1703 den kleinen Schlossbau in Pfaffendorf errichten. Der Neubau ersetzte einen älteren Ansitz aus der ersten Hälfte des 16. Jahrhunderts. 
Die Planung des Pfaffendorfer Schlosses oblag der fränkischen Baumeisterfamilie Dientzenhofer, die Bauausführung dem Ingenieurleutnant Michael Küchel, einem Schüler Balthasar Neumanns. Bauherr Christian Adam Ludwig von Stein ließ den Bau 1763 vollenden. Die dreiflügelige und zweigeschossige Anlage wirkt nach außen hin schlicht und besticht durch eine klare architektonische Gliederung. Zwei Reihen zierlicher Erker krönen das steil abfallende Walmdach. Ein englischer Park mit grünen Wiesen, Buschwerk, hohen Tannen und alten Linden umsäumt das Schloss. Bis 1875 blieb es in Familienbesitz und kam nach dem Aussterben der deutschen Linie der Stein an den Grafen Edmund von Linden und später an einen Familienzweig der Freiherren von Grunelius, Nachkommen einer 1883 geadelten vermögenden Frankfurter Patrizierfamilie, Inhaber des Bankhauses Grunelius & Co. Ein Georg Karl Jost Freiherr von Grunelius, Sohn des Georg Adolf von Grunelius (1870–1934) wurde am 11. Juli 1908 dort geboren. Während der Weltwirtschaftskrise erwarben die Englischen Fräulein das Anwesen. Nach dem Zweiten Weltkrieg bauten die Salesianer Don Boscos dort einen Schul- und Internatsbetrieb (Jugendhilfezentrum Pfaffendorf) auf, der sich gezielt der Förderung von lernbehinderten und „erziehungsschwierigen“ Kindern und Jugendlichen widmet.

## Baubeschreibung
Der Ehrenhof des zweigeschossigen Schlosses öffnet sich nach Norden. Der Haupteingang liegt jedoch auf der Südseite und ist über eine Estrade mit Balusterbrüstung zugänglich. Das nur durch einfache Eckpilaster, ein Gurtgesims und die Fensteröffnungen gegliederte Schloss trägt ein hohes Walmdach. Der Hauptflügel ist neun Fensterachsen breit, die Seitenflügel umfassen nur acht Achsen.   
Im Inneren liegen die Räume an hofseitigen Korridoren. Im Treppenhaus im Ostflügel ist das elegante Geländer aus Muschelwerkformen bewahrt geblieben. Die Zimmer im Obergeschoss besitzen teilweise noch ihre elegante Stuckdekoration, auch einige Rokokotüren und Gusseisenöfen blieben erhalten. Das Schlossinnere wurde jedoch durch die Umnutzung stark verändert. Nach dem Abriss aller Schlossnebengebäude zu Beginn der 1970er Jahre errichteten die Salesianer Don Boscos im Park moderne Wohn- und Nutzbauten, in denen über 100 Knaben erzieherische Hilfen erhalten.